# ای کستیلو (تگزاس)
ای کستیلو (به انگلیسی: El Castillo) یک منطقهٔ مسکونی در ایالات متحده آمریکا است که در تگزاس واقع شده‌است. ای کستیلو ۰٫۰۷ کیلومتر مربع مساحت و ۱۸۸ نفر جمعیت دارد و ۰٫۰۷ متر بالاتر از سطح دریا واقع شده‌است.